# 14 février aux Jeux olympiques d'hiver de 2014
Pour un article plus général, voir Jeux olympiques d'hiver de 2014.
Le 14 février aux Jeux olympiques d'hiver de 2014 est le neuvième jour de compétition.

## Programme
| Heure UTC+4 (Sotchi)                          |               |
| bleu                                          | Cérémonie     |
| neutre                                        | Épreuve       |
| or                                            | Finale        |
| orange                                        | Petite finale |
| rose                                          | Reporté       |
| gris                                          | Annulé        |
| Compétition masculine                         | Hommes        |
| Compétition féminine                          | Femmes        |
| Compétition mixte (hommes et femmes mélangés) | Mixte         |
| Compétition en couple (1 homme et 1 femme)    | Couple        |
| modifier                                      |               |

| Horaire | Discipline Spécialité | Discipline Spécialité               | Discipline Spécialité | Phase                                 | Résultats                                              | Références |
| ------- | --------------------- | ----------------------------------- | --------------------- | ------------------------------------- | ------------------------------------------------------ | ---------- |
| 09:00   |                       | Curling                             | Compétition hommes    | Phase préliminaire 7e session         | 6-5                                                    | -          |
| 09:00   |                       | Curling                             | Compétition hommes    | Phase préliminaire 7e session         | 8-5                                                    | -          |
| 09:00   |                       | Curling                             | Compétition hommes    | Phase préliminaire 7e session         | 10-4                                                   | -          |
| 11:00   |                       | Ski alpin Descente du super combiné | Compétition hommes    | Manche de compétition                 | -                                                      | -          |
| 12:00   |                       | Hockey sur glace                    | Compétition hommes    | Tour préliminaire Groupe C - Match 7  | 4-2                                                    | -          |
| 14:00   |                       | Curling                             | Compétition femmes    | Phase préliminaire 7e session         | 12-3                                                   | -          |
| 14:00   |                       | Curling                             | Compétition femmes    | Phase préliminaire 7e session         | 2-9                                                    | -          |
| 14:00   |                       | Curling                             | Compétition femmes    | Phase préliminaire 7e session         | 6-3                                                    | -          |
| 14:00   |                       | Ski de fond 15 km classique         | Compétition hommes    | Finale                                | Dario Cologna · Johan Olsson · Daniel Richardsson      | -          |
| 15:30   |                       | Ski alpin Slalom du super combiné   | Compétition hommes    | Finale                                | Sandro Viletta · Ivica Kostelić · Christof Innerhofer  | -          |
| 16:30   |                       | Hockey sur glace                    | Compétition hommes    | Tour préliminaire Groupe C - Match 8  | 1-0                                                    | -          |
| 16:30   |                       | Skeleton Épreuve hommes             | Compétition hommes    | Qualification                         | -                                                      | -          |
| 17:45   |                       | Ski acrobatique Saut                | Compétition femmes    | Qualification                         | -                                                      | -          |
| 18:00   |                       | Biathlon 15 km individuel           | Compétition femmes    | Finale                                | Darya Domracheva · Selina Gasparin · Nadezhda Skardino | -          |
| 19:00   |                       | Curling                             | Compétition hommes    | Phase préliminaire 8e session         | 8-6                                                    | -          |
| 19:00   |                       | Curling                             | Compétition hommes    | Phase préliminaire 8e session         | 7-6                                                    | -          |
| 19:00   |                       | Curling                             | Compétition hommes    | Phase préliminaire 8e session         | 7-5                                                    | -          |
| 19:00   |                       | Curling                             | Compétition hommes    | Phase préliminaire 8e session         | 7-8                                                    | -          |
| 19:00   |                       | Patinage artistique Programme libre | Compétition hommes    | Finale                                | Yuzuru Hanyu · Patrick Chan · Denis Ten                | -          |
| 20:50   |                       | Skeleton Épreuve femmes             | Compétition femmes    | Finale                                | Elizabeth Yarnold · Noelle Pikus-Pace · Elena Nikitina | -          |
| 21:00   |                       | Hockey sur glace                    | Compétition hommes    | Tour préliminaire Groupe B - Match 9  | 6-0                                                    | -          |
| 21:00   |                       | Hockey sur glace                    | Compétition hommes    | Tour préliminaire Groupe C - Match 10 | 1-6                                                    | -          |
| 21:30   |                       | Saut à ski Grand tremplin (HS 140)  | Compétition hommes    | Qualification                         | -                                                      | -          |
| 21:30   |                       | Ski acrobatique Saut                | Compétition femmes    | Finale                                | Alla Tsuper · Xu Mengtao · Lydia Lassila               | -          |

## Médailles du jour
| Rang  | Nation          | Or | Argent | Bronze | Total |
| ----- | --------------- | -- | ------ | ------ | ----- |
| 1     | Suisse          | 2  | 1      | 0      | 3     |
| 2     | Biélorussie     | 2  | 0      | 1      | 3     |
| 3     | Japon           | 1  | 0      | 0      | 1     |
| -     | Grande-Bretagne | 1  | 0      | 0      | 1     |
| 5     | Suède           | 0  | 1      | 1      | 2     |
| 6     | Croatie         | 0  | 1      | 0      | 1     |
| -     | Canada          | 0  | 1      | 0      | 1     |
| -     | États-Unis      | 0  | 1      | 0      | 1     |
| -     | Chine           | 0  | 1      | 0      | 1     |
| 10    | Italie          | 0  | 0      | 1      | 1     |
| -     | Kazakhstan      | 0  | 0      | 1      | 1     |
| -     | Russie          | 0  | 0      | 1      | 1     |
| -     | Australie       | 0  | 0      | 1      | 1     |
| Total | Total           | 6  | 6      | 6      | 18    |